# Otto Otterbach
Otto Otterbach (* 20. Jahrhundert) ist ein ehemaliger deutscher Fußballspieler. 

## Karriere
Otto Otterbach spielte Erstligafußball während des Zweiten Weltkriegs in der Gauliga Württemberg für die Stuttgarter Kickers.
Sein Bruder Ernst Otterbach war ebenfalls Fußballspieler.